# Spiro Dellerba
Spiro Dellerba (* 25. Januar 1923 in Ashtabula, Ohio; † 19. August 1968 in North Madison, Ohio) war ein US-amerikanischer American-Football- und Canadian-Football-Spieler. Er spielte als Linebacker unter anderem in der All-America Football Conference (AAFC) bei den Cleveland Browns und den Baltimore Colts.

## Spielerlaufbahn

### Collegekarriere
Spiro Dellerba studierte an der Ohio State University und spielte zusammen mit Dante Lavelli, Bill Willis und Lou Groza College Football für die Ohio State Buckeyes, die von Paul Brown trainiert wurden. Während des Zweiten Weltkriegs spielte er für eine Militärmannschaft American Football.

### Profikarriere
Nach dem Ende des Zweiten Weltkriegs schloss sich Spiro Dellerba den Hamilton Tiger-Cats, einer Mannschaft der Canadian Football League (CFL), an. Im Jahr 1947 wurde er von den von Paul Brown betreuten Cleveland Browns einer Footballmannschaft aus der All-American Football Conference verpflichtet. Groza, Lavelli und Willis standen dort bereits seit 1946 unter Vertrag. Die Browns setzten ihn als Runningback ein. Die Mannschaft konnte in diesem Jahr zwölf von 14 Spielen gewinnen und zog mit dieser Leistung in das AAFC-Endspiel gegen die New York Yankees ein. Mit einem 14:3-Sieg seiner Mannschaft konnte Dellerba als Rookie die Meisterschaft der AAFC gewinnen. Dellerba wechselte nach diesem Spiel zu den von Cecil Isbell betreuten Baltimore Colts. Bei den Colts spielte er in der Defense als Linebacker. Ein Titelgewinn gelang ihm mit der Mannschaft aus Baltimore nicht. Nach der Saison 1949 musste die AAFC aufgrund finanzieller Probleme den Spielbetrieb einstellen und Dellerba beendete seine Laufbahn.